# Steirische Kuhschelle

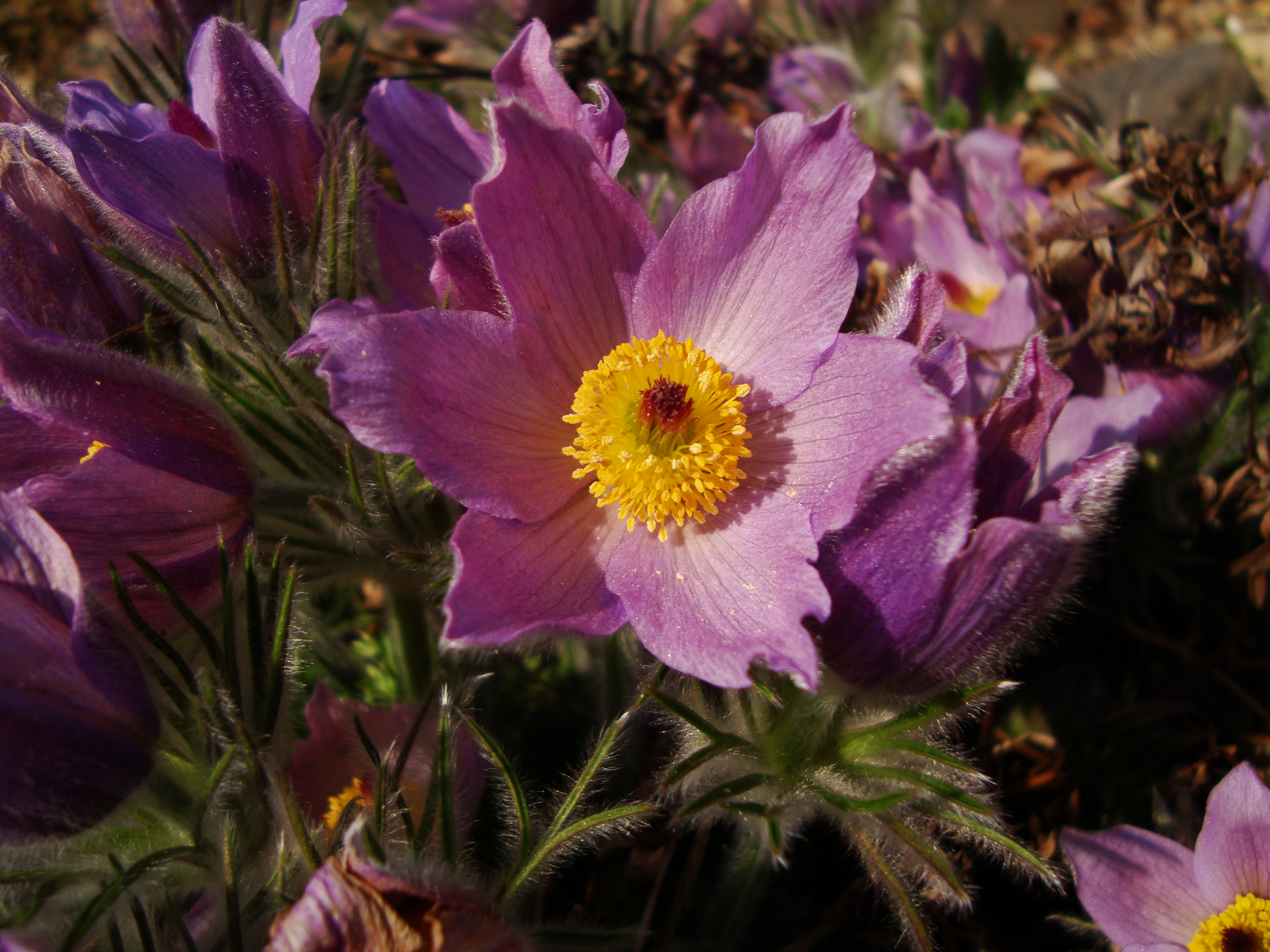
Blüte

Die Steirische Kuhschelle (Pulsatilla styriaca) ist eine Pflanzenart aus der Gattung der Kuhschellen (Pulsatilla) in der Familie der Hahnenfußgewächse (Ranunculaceae). Die Art wird als gefährdet eingestuft.

## Merkmale
Die Steirische Kuhschelle ist eine ausdauernde, krautige Pflanze. Blühend erreicht sie Wuchshöhen von 5 bis 20 selten auch 30 Zentimeter, fruchtend von zumindest 20, meist 30 bis 50 selten bis 70 Zentimeter. Die Pflanze bildet eine Pleiokorm-Wurzel aus. Blüten und Laubblätter sind mit 4 bis 5 Millimeter langen Haaren bedeckt. Die Spreite der Grundblätter ist einfach gefiedert und weist zwei (bis drei) Seitenfiederpaare auf. Die unteren Seitenfiedern sind dreispaltig. Es sind sieben bis 20 Blattzipfel vorhanden, die 6 bis 11 Millimeter breit sind. Die Laubblätter erscheinen zur Blütezeit und sterben im Winter ab. Die Stängelblätter sind sitzend, 35 bis 45 Millimeter lang und ähnlich Hochblättern. Die Blüten sind aufrecht. Die Blütenhüllblätter haben auf beiden Seiten ungefähr die gleiche Farbe. Die Perigonblätter sind zumindest 30 meist aber 35 bis 40 und selten bis zu 50 Millimeter lang.
Die Blütezeit reicht von März bis April.

## Vorkommen
Die Steirische Kuhschelle ist in der Steiermark endemisch. Sie kommt zerstreut bis selten im mittleren Murtal sowie einigen Seitentälern zwischen Schoberpass, Aflenz und Graz vor. Die Pflanze wächst in submontanen bis montanen Felsrasen und Rotföhrenwäldern  auf Kalk und Dolomit.

## Nutzung
Die Steirische Kuhschelle wird selten als Zierpflanze für Steingärten genutzt.

## Belege
- Eckehart J. Jäger, Friedrich Ebel, Peter Hanelt, Gerd K. Müller (Hrsg.): Exkursionsflora von Deutschland. Begründet von Werner Rothmaler. Band 5: Krautige Zier- und Nutzpflanzen. Springer, Spektrum Akademischer Verlag, Berlin/Heidelberg 2008, ISBN 978-3-8274-0918-8.
- Beschreibung und Bilder bei Botanik im Bild